# Pheidole triconstricta
Pheidole triconstricta är en myrart som beskrevs av Auguste-Henri Forel 1886. Pheidole triconstricta ingår i släktet Pheidole och familjen myror.

## Underarter
Arten delas in i följande underarter:
- P. t. ambulans
- P. t. bruesi
- P. t. hebe
- P. t. laidlowi
- P. t. nubila
- P. t. paranana
- P. t. rosariensis
- P. t. triconstricta